# Roderes (Rivert)
Roderes és una partida rural del terme municipal de Conca de Dalt, a l'antic terme de Toralla i Serradell, al Pallars Jussà, en territori del poble de Rivert.
Està situada al sud-est de Rivert, a l'esquerra del barranc de Rivert. És a ponent de los Bacs, a l'extrem sud-est del Sant Joan, a llevant de Llaunes i al nord-est de Caners. A l'extrem nord-est de la partida hi ha la Borda de Servent, i a la part sud-oest, hi havia el Corral de Cucurell. La Carretera de Rivert discorre a migdia de la partida.